# ليديا فالنتين
ليديا فالنتين بيريز (بالإسبانية: Lidia Valentín Pérez) هي رباعة إسبانية ولدت في يوم 10 فبراير 1985 في مدينة بونفيرادا في إسبانيا. أبرز إنجازاتها هو فوزها بالميدالية الذهبية في دورة الألعاب الأولمبية الصيفية 2012 في لندن، وفازت بالميدالية الفضية في دورة الألعاب الأولمبية الصيفية 2008 في بكين، وفازت بالميدالية البرونزية في دورة الألعاب الأولمبية الصيفية 2016 في ريو دي جانيرو بأوزان بمنافسة تحت 75 كغم. وفازت أيضا بأربعة ميداليات في بطولات العالم منها ميداليتين ذهبيتين وميدالية فضية وبرونزية واحدة. وفازت ب12 ميدالية في بطولات أوروبا منها أربعة ميداليات ذهبية.

## المسيرة الرياضية

### الألعاب الأولمبية
شاركت في أربع دورات للألعاب الأولمبية: في بكين 2008 حصلت على المركز الخامس في فئة 75 كغم بإجمالي 250 كغم (115 كغم في الخطف و 135 كغم فيالنطر)، ولكن بسبب إثبات  تعاطي ثلاثة من الأربعة اللاتي سبقوها  للمنشطات تم منحها الميدالية الفضية التي قد استلمتها في مقراللجنة الأولمبية الإسبانية 16 يناير 2018. ونالت المركز الرابع في لندن 2012 في نفس الفئة بتحقيق 265 كغم بفرق 4 كغم عن البرونزية  ولكن بعد ظهور نتائج التحاليل الإيجابية لتعاطي المنشطات لمنافسيها واكتشافهن من قبل الإتحاد الدولي لرفع الأثقال بعد أربع سنوات  أصبحت بطلة أولمبية  وحصلت على اللقب بعد استلامها للميدالية الذهبية في مقر اللجنة الأولمبية الإسبانية 28 فبراير 2019.
وقد حازت في الألعاب الأولمبية في ريو 2016 على الميدالية البرونزية بعد رفعها 116 كغم في الخطف و 141 كغم في النطر ليصبح إجمال ما حققته 257 كغم، وفي مشاركتها الرابعة في طوكيو 2020 نافست في فئة 87 كغم وبسبب بعض المشاكل الجسدية  تمكنت فقط من رفع ما مجموعه 225 كغم وجاءت في المركز العاشر.

### بطولات العالم
لديها مشاركات بارزة في بطولة العالم لرفع الأثقال فقد حصلت على المركز الخامس في بطولة العالم 2007 والمركز السادس في 2009 والرابع في 2011 وميدالية برونزية في بطولة 2013 حيث حصلت على المركز الثاني في الخطف (122 كغم) والمركز الثالث في النطر (138 كغم) بمجموع 260 كغم.
وعلى الرغم من خسارتها في بطولة العالم 2015 بسبب إصابتها، إلا أنها استطاعت أن تحقق في الدورة التالية من البطولة أفضل مشاركة لها حيث توّجت كبطلة العالم 2017 في فئة حتى 75 كغم برفع 118 كغم في الخطف و140 كغم في النطر  ليكون إجمالا 258 كغم.
دفعتها بعض المشاكل البدنية للمنافسة في فئة 81 كغم بدل من فئتها المعتادة في بطولة العالم لرفع الأثقال 2018 ولكن لم يمنعها ذلك من الحصول مرة أخرى على اللقب بجموع أولمبي 249 كغم، وقد فازت أيضا بالذهبية في الخطف (133 كغم) وبالبرونزية في النطر (136 كغم). وفي 2019 نافست مرة أخرى في فئة 81 كغم ونالت الميدالية الفضية بإجمالي 246 كغم.

#### بطولات أوروبا
في بطولة أوروبا لرفع الأثقال عام 2007 حصلت على ميداليتها القارية الأولى بالفوز بالبرونزية، وفي بطولة 2008 حسّنت من أدائها وفازت بالفضية، وفي 2009 حازت على الميدالية البرونزية في فئة 75 كغم بإجمالي 252 كغم.
وفي بطولة أوروبا عام 2011 حصلت على المركز الثالث حيث حققت 122 كغم في الخطف و142 كغم في النطر بمجموع أولمبي 264 كغم، بينما في دورة 2012 حصلت على المركز الثاني بميدالية فضية بمجموع أولمبي 260 كغم، وكررت الفضية في بطولة 2013 بمجموع اولمبي 255 كغم (120 كغم في الخطف و135 كغم في النطر).
في بطولة  2014 فازت ببطولة أوروبا لرفع الأثقال بإجمالي 268 كغم (121 كغم في الخطف و147 كغم في النطر،  وأحرزت اللقب مرة أخرى في البطولة التالية 2015  بمجموع 263 كغم (118 كغم في الخطف و 145 في النطر).
لم تستطع في السنة التالية الحفاظ على اللقب في بطولة أوروبا بسبب إعطاءها الأولولية للألعاب الأولمبية بعد إصابة تسببت في إبعادها بضعة أشهر عن المنافسة.
وعادت للفوز بالميدالية الذهبية للمرة الثالثة  في بطولة أوروبا 2017 التي نظمت في سبليت (كرواتيا).

## قائمة الإنجازات الدولية
| السنة | المكان                   | الميدالية | فئة    |
| ----- | ------------------------ | --------- | ------ |
| 2008  | بكين - الصين             | فضية      | 75 كغم |
| 2012  | لندن - انجلترا           | ذهبية     | 75 كغم |
| 2016  | ريو دي جانيرو - البرازيل | برونزية   | 75 كغم |

| السنة | المكان                    | الميدالية | الفئة  |
| ----- | ------------------------- | --------- | ------ |
| 2013  | فروتسواف - بولندا         | برونزية   | 75 كغم |
| 2017  | أناهيم – الولايات المتحدة | ذهبية     | 75 كغم |
| 2018  | عشق آباد - تركمانستان     | ذهبية     | 81 كغم |
| 2019  | باتايا - تايلاند          | فضية      | 81 كغم |

| السنة | المكان                       | الميدالية | الفئة  |
| ----- | ---------------------------- | --------- | ------ |
| 2007  | ستراسبورغ - فرنسا            | برونزية   | 75 كغم |
| 2008  | ليجنانو سابيا دورو - إيطاليا | فضية      | 75 كغم |
| 2009  | بوخارست - رومانيا            | فضية      | 75 كغم |
| 2010  | مينسك - بيلاروسيا            | برونزية   | 75 كغم |
| 2011  | قازان - روسيا                | برونزية   | 75 كغم |
| 2012  | أنطاليا - تركيا              | فضية      | 75 كغم |
| 2013  | تيرانا - ألبانيا             | فضية      | 75 كغم |
| 2014  | تل أبيب - إسرائيل            | ذهبية     | 75 كغم |
| 2015  | تبليسي - جورجيا              | ذهبية     | 75 كغم |
| 2017  | سبليت – كرواتيا              | ذهبية     | 75 كغم |
| 2018  | بوخارست - رومانيا            | ذهبية     | 75 كغم |
| 2019  | باتومي - جورجيا              | فضية      | 76 كغم |

## روابط خارجية
1. القناة الأولمبية
2. اللجنة الأولمبية الدولية
3. الألعاب الأولمبية الصيفية 2012